# Departamentul pentru lupta antifraudă - DLAF
Departamentul pentru lupta antifraudă – DLAF este instituția de contact a Oficiului European de Luptă Antifraudă (OLAF) din cadrul Comisiei Europene și Serviciul de Coordonare Antifraudă (AFCOS) în România.
DLAF asigură, sprijină și coordonează îndeplinirea obligațiilor ce revin României privind protecția intereselor financiare ale Uniunii Europene, în conformitate cu prevederile art.325 din Tratatul privind funcționarea Uniunii Europene.

## Prezentare generală
- Departamentul pentru lupta antifraudă – DLAF este instituția de contact a Oficiului European de Luptă Antifraudă (OLAF)din cadrul Comisiei Europene și Serviciul de Coordonare Antifraudă (AFCOS) în România.
- Departamentul pentru lupta antifraudă - DLAF este structură cu personalitate juridică în cadrul aparatului de lucru al Guvernului, în coordonarea prim-ministrului.
- DLAF acționează pe bază de autonomie funcțională și decizională, independent de alte autorități publice.
- DLAF asigură protecția intereselor financiare ale Uniunii Europene în România.
- DLAF este un serviciu de investigații administrative, responsabil cu activități de prevenție și control pentru protecția intereselor financiare ale Uniunii Europene în România.

## Structură
- Șeful DLAF este un demnitar al Guvernului României, cu expertiză în domeniul protecției intereselor financiare ale UE în România (PIF), neafiliat politic. El are un mandat de 5 ani și beneficiază de independență decizională. Șeful DLAF nu solicită și nu primește instrucțiuni de la nicio autoritate, instituție sau persoană, pe durata exercitării atribuțiilor sale.
- DLAF este structurat astfel: Direcția control, Direcția managementul informațiilor, Direcția afaceri juridice, Direcția economică și administrativă, Direcția resurse umane, Serviciul relații mass-media, protocol și registratură.

## Atribuții și responsabilități
Coordonare
- DLAF este coordonatorul național al luptei împotriva fraudei ce afectează bugetul UE

Departamentul coordonează, la nivel național, adoptarea de măsuri legislative, administrative și operaționale pentru combaterea fraudei și a oricăror altor activități ilegale care aduc atingere intereselor financiare ale Uniunii Europene, colaborând în acest sens cu toate instituțiile naționale implicate în domeniu. DLAF cooperează cu autoritățile din Statele Membre, cu instituțiile europene sau cu alte entități financiare europene, pentru a asigura o protecție efectivă și echivalentă a intereselor financiare ale Uniunii Europene. 
În calitate de Serviciu de coordonare antifraudă, DLAF centralizează rapoartele trimestriale de nereguli, le analizează și le transmite la OLAF.

Investigații
- DLAF efectuează controale la fața locului, în urma sesizărilor primite cu privire la posibile nereguli, fraude sau alte activități care aduc atingere intereselor financiare ale UE

DLAF are calitatea de organ de constatare cu privire la faptele care pot constitui infracțiuni împotriva intereselor financiare ale UE, astfel actele de control pot constitui mijloace de probă în cadrul acțiunii penale.
În cazul constatării unor elemente de natură infracțională, Departamentul sesizează Direcția Națională Anticorupție (DNA). În cazul identificării unor nereguli, DLAF transmite actele de control autorităților cu competențe în gestionarea fondurilor respective, în vederea luării măsurilor prevăzute de lege.
Sesizările pot fi primite de la Oficiul European de Luptă Antifraudă - OLAF, de la orice persoană fizică  sau juridică, sau DLAF se poate autosesiza.

Prevenție
- Rolul DLAF în prevenirea fraudei ce afectează bugetul UE este foarte bine subliniat prin atribuțiile sale legislative, de politici publice, precum și prin cele de formare profesională și de comunicare în domeniul luptei antifraudă

Legislație și politici publice - DLAF inițiază proiecte de acte normative sau politici publice, cooperează, emite și comunică (doar OLAF și instituțiilor partenere) puncte de vedere în cadrul grupurilor de lucru specifice privind protecția intereselor financiare ale UE. Mai mult, DLAF coordonează implementarea Strategiei Naționale de Luptă Antifraudă (SNLAF).
Pregătire profesională - DLAF coordonează, la nivel național, activitatea de pregătire și perfecționare profesională în domeniul protecției intereselor financiare ale UE în România. 
- Identifică nevoile de formare profesională ale Departamentului, precum și ale instituțiilor naționale partenere.

- Organizează și desfășoară seminarii, stagii de pregătire, grupuri de lucru, vizite de lucru, conferințe sau alte asemenea activități.

Comunicare - Comunicarea DLAF are loc pe două direcții: pe de-o parte, cu instituțiile naționale și europene implicate în protecția intereselor financiare ale Uniunii Europene, DLAF fiind totodată și membru în cadrul Rețelei Comunicatorilor Antifraudă OLAF – OAFCN, și, pe de altă parte, cu reprezentanții mass-media.

## Cooperarea cu Oficiul European de Luptă Antifraudă – OLAF
În România, reprezentanții DLAF și OLAF efectuează acțiuni comune de control la fața locului și își acordă sprijin operațional sau asistență tehnică pe durata investigațiilor. În afara României, DLAF poate asista la investigațiile efectuate de OLAF. În cazul în care OLAF transmite DLAF informații obținute în cursul investigațiilor externe care nu s-au finalizat prin raportul final de control, Departamentul declanșează, după caz, propria acțiune de control. În situația în care OLAF transmite Departamentului raportul final de control, care conține indicii de fraudă, DLAF sesizează parchetul competent.
OLAF sesizează DLAF în ceea ce privește posibilele nereguli, fraude sau alte activități ce aduc atingere intereselor financiare ale Uniunii Europene în România.
- DLAF este membru în toate comitetele sau grupurile de lucru ale OLAF, participând la reuniunile OLAF: Comitetul Consultativ pentru Coordonarea Luptei Antifraudă - COCOLAF și ale subgrupurilor de lucru, Rețeaua Comunicatorilor Antifraudă OLAF - OAFCN.

Departamentul oferă informațiile și clarificările necesare privind legislația națională aplicabilă în domeniul protecției intereselor financiare ale Uniunii Europene în România, la solicitarea OLAF.
- DLAF, împreună cu OLAF, derulează programe de pregătire profesională și sesiuni privind protecția intereselor financiare ale Uniunii Europene.

## Scurt istoric DLAF – AFCOS
- mai – iulie 2002 : Direcția control al modului de contractare și utilizare a fondurilor acordate de Uniunea Europeană și combaterea fraudelor în legătură cu acestea, structură fără personalitate juridică, în cadrul Corpului de control al primului-ministru
- iunie 2003 : Direcția OLAF, structură fără personalitate juridică, în cadrul Corpului de Control al Guvernului
- septembrie 2004 : Departamentul de Inspecție al Primului-Ministru și Urmărire a Utilizării Transparente a Fondurilor Comunitare, structură fără personalitate juridică, în cadrul aparatului de lucru al ministrului delegat pentru controlul implementării programelor cu finanțare internațională și urmărirea aplicării acquis-ului comunitar, aflat în Cancelaria Primului-Ministru
- iunie 2005 : Departamentul pentru lupta antifraudă, structură fără personalitate juridică, în subordinea ministrului delegat pentru controlul implementării programelor cu finanțare internațională și urmărirea aplicării acquis-ului comunitar, din cadrul Cancelariei Primului-Ministru
- iulie 2007 : Departamentul pentru lupta antifraudă, structură fără personalitate juridică, în cadrul Cancelariei Primului-Ministru
- mai 2011 : Departamentul pentru lupta antifraudă, structură cu personalitate juridică, care acționează pe bază de autonomie funcțională și decizională, independent de alte autorități și instituții publice, în cadrul aparatului de lucru al Guvernului, în coordonarea Primului-Ministru

## Conducerea DLAF – AFCOS
- 2019 - prezent:  Bogdan Ionuț DINȚOI , secretar de stat, șeful Departamentului pentru lupta antifraudă – DLAF
- octombrie 2018 - noiembrie 2019:  Andrei - Atila - Luca CHENDI , exercitare atribuții șef, cu rang de secretar de stat, al Departamentului pentru lupta antifraudă – DLAF
- iulie 2016 – octombrie 2018: Marius - Cătălin VARTIC, secretar de stat, șeful Departamentului pentru lupta antifraudă – DLAF
- iulie 2013 - iulie 2016: Andrei - Atila - Luca CHENDI a exercitat atribuțiile șefului cu rang de secretar de stat al Departamentului pentru lupta antifraudă – DLAF
- august 2010 – iulie 2013: Claudiu Constantin DUMITRESCU, secretar de stat, șeful Departamentului pentru luptă antifraudă – DLAF
- martie 2009 – august 2010: Adina PETRESCU, secretar de stat, șeful Departamentului pentru luptă antifraudă – DLAF
- iunie 2007 – ianuarie 2009: Florin - Ovidiu DOBLEAGĂ, secretar de stat, șeful Departamentului pentru lupta antifraudă – DLAF
- ianuarie 2005 - aprilie 2007: Tudor - Alexandru CHIUARIU, secretar de stat, șeful Departamentului de Inspecție al Primului - Ministru și Urmărire a Utilizării Transparente a Fondurilor Comunitare, secretar de stat, șeful Departamentului pentru lupta antifraudă – DLAF
- martie - decembrie 2004: Ion LAZĂR, secretar de stat, șeful Departamentului de Inspecție al Primului - Ministru și Urmărire a Utilizării Transparente a Fondurilor Comunitare
- iulie 2002 – martie 2004: Victor - Viorel PONTA - secretar de stat, șeful Corpului de Control al Primului - Ministru